# Tuğba Danışmaz
Tuğba Danışmaz (ur. 1 września 1999 w Ankarze) – turecka lekkoatletka specjalizująca się w trójskoku, złota medalistka halowych mistrzostw Europy w 2023.
Zdobyła srebrny medal w trójskoku na młodzieżowych mistrzostwach Europy w 2019 w Gävle. Zwyciężyła w tej konkurencji na kolejnych młodzieżowych mistrzostwach Europy w 2021 w Tallinnie.
Na igrzyskach śródziemnomorskich w 2022 w Oranie zdobyła srebrny medal w trójskoku, a na Igrzyskach Solidarności Islamskiej 2021 (które odbyły się w 2022 w Konyi) wywalczyła srebrny medal w skoku w dal i brązowy medal w trójskoku.
Zdobyła złoty medal w trójskoku na halowych mistrzostwach Europy w 2023 w Stambule, wyprzedzając Dariję Derkacz z Włoch i Patrícię Mamonę z Portugalii, ustanawiając przy tym halowy rekord Turcji z wynikiem 14,31 m. Wicemistrzyni igrzysk europejskich w tym samym roku.
Zdobyła trzy medale w trójskoku w mistrzostwach krajów bałkańskich: złoty w 2023 i 2024, srebrny w 2022 i brązowy w 2021, a w halowych mistrzostwach krajów bałkańskich zwyciężyła w tej konkurencji w 2021 i 2022.
Była mistrzynią Turcji w trójskoku w latach 2019–2023 i w skoku w dal w 2021 i 2022, a w hali w skoku w dal w 2020 i w trójskoku w 2022 i 2025.
Jest aktualną (czerwiec 2024) rekordzistką Turcji w trójskoku z rezultatem 14,57 m, uzyskanym 9 czerwca 2024 w Rzymie i halową rekordzistką swego kraju z wynikiem 14,31 m (5 marca 2023 w Stambule).

## Osiągnięcia
| Rok  | Impreza                                  | Miejsce   | Konkurencja | Lokata            | Wynik  |
| ---- | ---------------------------------------- | --------- | ----------- | ----------------- | ------ |
| 2017 | Mistrzostwa Europy juniorów              | Grosseto  | trójskok    | 11. miejsce       | 12,66w |
| 2019 | Młodzieżowe mistrzostwa Europy           | Gävle     | skok w dal  | kwalifikacje      | 6,03   |
| 2019 | Młodzieżowe mistrzostwa Europy           | Gävle     | trójskok    | 2. miejsce        | 13,85  |
| 2021 | Halowe mistrzostwa Europy                | Toruń     | trójskok    | kwalifikacje      | 13,56  |
| 2021 | Młodzieżowe mistrzostwa Europy           | Tallinn   | trójskok    | 1. miejsce        | 14,09  |
| 2022 | Igrzyska śródziemnomorskie               | Oran      | trójskok    | 2. miejsce        | 14,05  |
| 2022 | Mistrzostwa świata                       | Eugene    | trójskok    | kwalifikacje      | 13,63  |
| 2022 | Igrzyska solidarności islamskiej         | Konya     | skok w dal  | 2. miejsce        | 6,34w  |
| 2022 | Igrzyska solidarności islamskiej         | Konya     | trójskok    | 3. miejsce        | 13,95w |
| 2022 | Mistrzostwa Europy                       | Monachium | trójskok    | kwalifikacje      | NM     |
| 2023 | Halowe mistrzostwa Europy                | Stambuł   | trójskok    | 1. miejsce        | 14,31  |
| 2023 | I dywizja drużynowych mistrzostw Europy  | Chorzów   | trójskok    | 1. miejsce        | 14,16  |
| 2023 | Uniwersjada                              | Chengdu   | trójskok    | 1. miejsce        | 14,31  |
| 2023 | Mistrzostwa świata                       | Budapeszt | trójskok    | kwalifikacje      | 14,11  |
| 2024 | Mistrzostwa Europy                       | Rzym      | trójskok    | 2. miejsce        | 14,57  |
| 2024 | Igrzyska olimpijskie                     | Paryż     | trójskok    | el. – 16. miejsce | 13,97  |
| 2025 | Halowe mistrzostwa Europy                | Apeldoorn | trójskok    | 5. miejsce        | 13,79  |
| 2025 | II dywizja drużynowych mistrzostw Europy | Maribor   | trójskok    | 3. miejsce        | 14,00  |

## Rekordy życiowe
- skok w dal – 6,57 m (5 lipca 2023, Izmir)
- skok w dal (hala) – 6,32 m (16 stycznia 2022, Stambuł)
- trójskok – 14,57 m (9 czerwca 2024, Rzym) / 14,60 m w (17 czerwca 2025, Izmir)
- trójskok (hala) – 14,31 m (4 marca 2023, Stambuł)